# Marie-José Mondzain

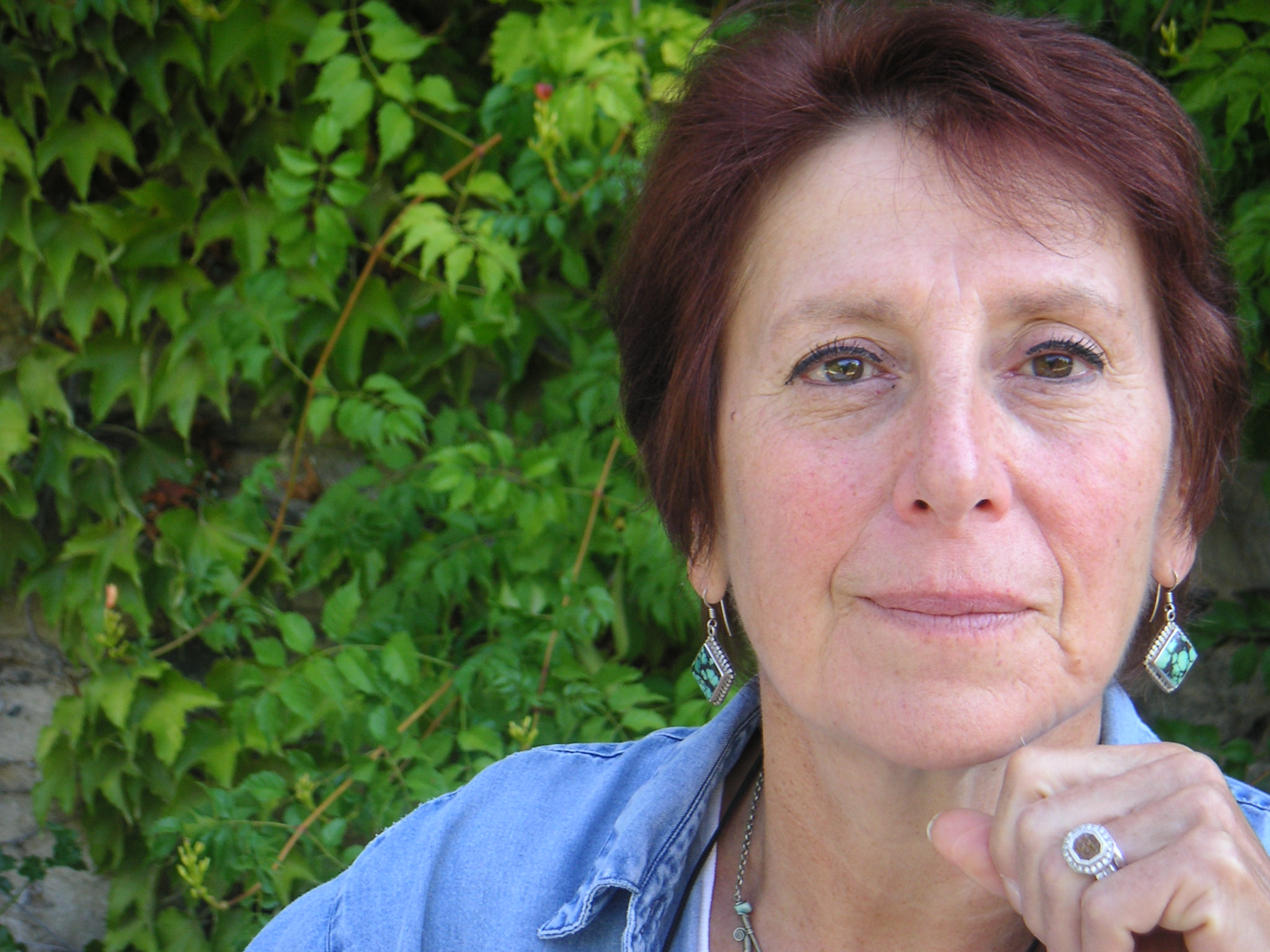
Marie-José Mondzain, 2006

Marie-José Mondzain (* 18. Januar 1944 in Algier, Algerien) ist eine französische Kunsttheoretikerin und Philosophin.

## Leben und Werk
Mondzain ist die Tochter des Malers Simon Mondzain (1888–1979).
Mondzain hat an der École normale supérieure (ENS) in Sèvres (Département Hauts-de-Seine) studiert und ist Forschungsleiterin der Groupe de Sociologie Politique et Morale am Centre national de la recherche scientifique (CNRS) in Paris. Ihr Forschungsschwerpunkt ist byzantinische Kultur- und Bildtheorie (→Byzantinische Kunst), die sie um die  moderne Ikonologie erweitert.
Mondzain erhielt den Wissenschaftspreis der Aby-Warburg-Stiftung 2022 zugesprochen.

## Rezeption
In ihrem auch auf Deutsch erschienenen Buch Können Bilder töten? widmet sie sich dem Thema der Gewalt der Bilder und zeigt auf, dass nicht der Inhalt des Bildes, sondern die Verschmelzung des Betrachters mit dem Bild und die fehlende Distanz die eigentliche Gefahr in sich birgt.

## Werke (Auswahl)

### Als Autorin
Aufsätze
- Auctoritas und Exousia. Zur Ökonomie der Zuschauerschaft. In: Emmanuel Alloa, Francesca Falk (Hrsg.): BildÖkonomie. Haushalten mit Sichtbarkeiten. Fink, München 2013, ISBN 978-3-7705-5532-1, S. 253–271.

Monographien
- L’image peut-elle tuer? Bayard, Montrouge 2010, ISBN 978-2-227-48141-1 (Nachdr. d. Ausg. Paris 2002).
  - Können Bilder töten? diaphanes, Zürich 2006, ISBN 978-3-935300-78-0 (übersetzt von Ronald Voulliè).
- Image, icône, économie. Les Sources byzantines de l’imaginaires contemporain. Seuil, Paris 1996, ISBN 2-02-020867-9.
  - Bild, Ikone, Ökonomie. Zu den byzantinischen Wurzeln des zeitgenössischen Imaginären, diaphanes, Zürich/Berlin 2011.
- L’Image naturelle. Le Nouveau commerce, Paris 1995, ISBN 2-85541-078-9.
- Van Gogh ou la peinture comme tauromachie. Epure, Paris 1996, ISBN 2-907687-34-4.
- Cueco dessins. Editions Cercle d’Art, Paris 1998, ISBN 2-7022-0524-0.
- Le Commerce des regards. Seuil, Paris 2003, ISBN 2-02-054170-X.
- Art Grandeur Nature. Editions Pyramyd, Paris 2004, ISBN 2-9522994-0-4 (+ 1 CD-Rom; zusammen mit Catherine de Smet, Michel Gaillot und Mario Perniola).
- L’arche et l’arc-en-ciel. Michel-Ange, La voûte de la chapelle Sixtine. Le Passage, Paris 2006, ISBN 978-2-8474-2078-4.
- L’énigme du deuil. Presses Universitaires de France, Paris 2006, ISBN 2-13-055929-8 (zusammen mit Laurie Laufer).
- Homo spectator. Bayard, Paris 2007, ISBN 978-2-227-47728-5.
- Qu’est-ce que tu vois? Gallimard, Paris 2008, ISBN 978-2-07-051092-4.
- La mode. Petite conférence. Bayard, Paris 2011, ISBN 978-2-227-47911-1.
- Images (à suivre). Bayard, Paris 2011, ISBN 978-2-227-48300-2.

### Als Herausgeberin
- Transparence, opacité? 14 artistes contemporains chinois. Editions Cercle d’Art, Paris 1999, ISBN 2-7022-0552-6.